# Reformierte Kirche Rohr

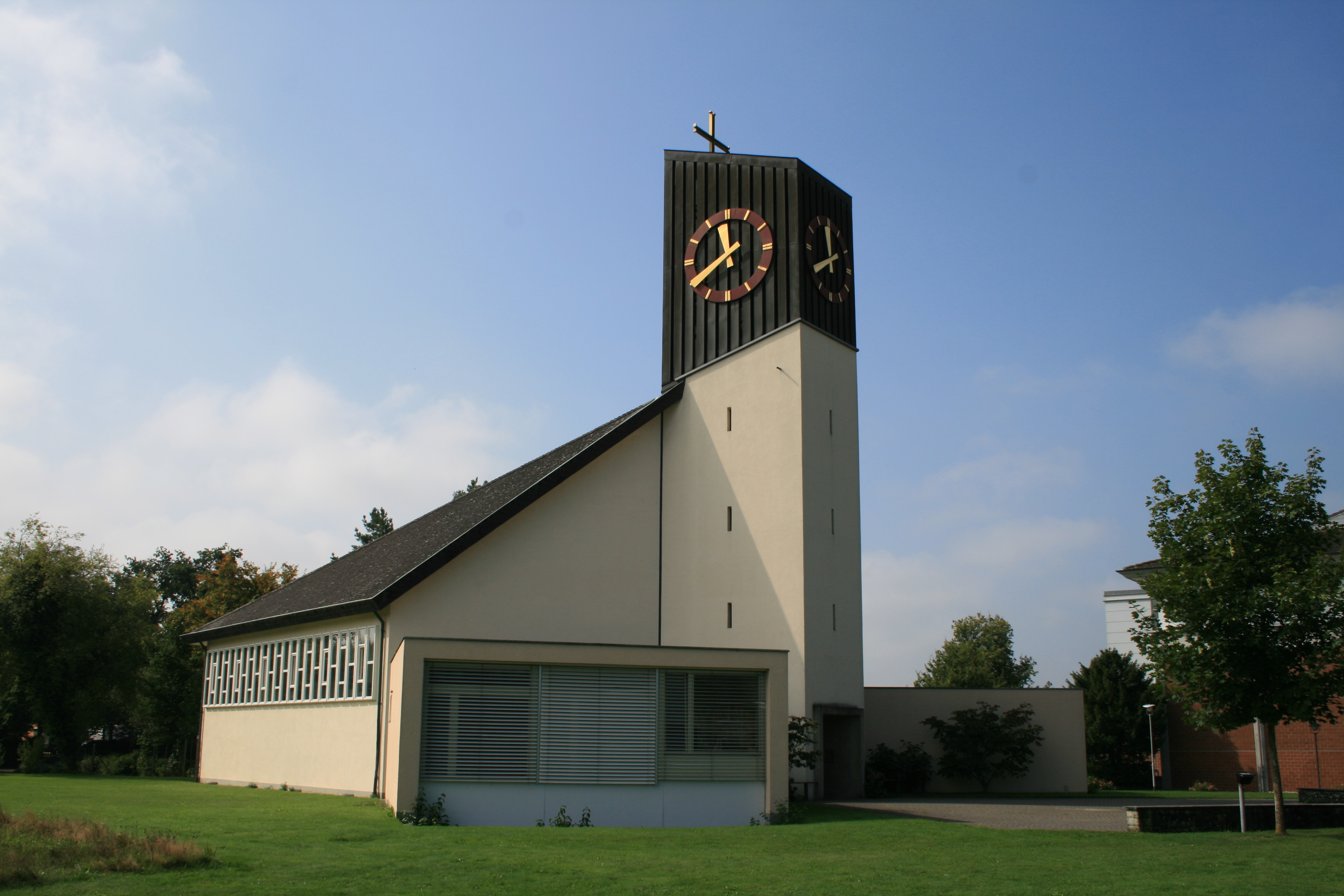
Reformierte Kirche

Die reformierte Kirche Rohr ist die reformierte Kirche im Stadtteil Rohr der aargauischen Kantonshauptstadt Aarau. Sie wurde 1959 erbaut und gehört der reformierten Kirchgemeinde Buchs-Rohr.

## Geschichte
Die reformierten Christen von Buchs und Rohr gehörte zunächst zur Kirchgemeinde Suhr und wurde 1946 selbständig. Bereits drei Jahre später wurde in Buchs eine Kirche errichtet und weitere zehn Jahre später die in Rohr. Erstellt wurde sie im modern-neuzeitlichen Stil. 
Seit 2011 ist Sibylle Ehrismann Organistin der Reformierten Kirchgemeinde Buchs-Rohr.

## Ausstattung
In der Kirche steht eine Orgel, die 1963 von der Firma Metzler Orgelbau erbaut wurde mit 22 Registern. Die Glasfenster der Kirche wurden 1987 vom Brittnauer Künstler Karlheinz Bürger gestaltet. 
Die vier Kirchenglocken sind auf die Töne d, f, g und b gestimmt und wurden 1960 von H. Rüetschi AG in Aarau gegossen.